# Tempo de Viver (1972)
Tempo de Viver foi uma telenovela brasileira produzida e exibida pela extinta Rede Tupi entre 7 de agosto e 9 de dezembro de 1972, escrita por Péricles Leal e dirigida por Jece Valadão e Marlos Andreucci.
A TV Tupi São Paulo não aceitou exibir a novela, por divergências com a TV Tupi Rio de Janeiro, que produziu a novela, fazendo com que a produção fosse exibida pela TV Gazeta em São Paulo em novembro daquele ano. O motivo do boicote foi pelo fato de que, oito anos antes, a emissora carioca não quis apresentar a novela O Direito de Nascer, produzida pela emissora paulista.
Dos 234 capítulos originalmente exibidos, apenas 5 foram preservados, estando sob a guarda da Cinemateca Brasileira.

## Sinopse
Juca é um homem infeliz que vive uma vida enfadonha como  porteiro na Zona Norte do Rio de Janeiro e um noivado morno com Maria Helena. Quando um anjo aparece, ele instiga Juca a viver seus sonhos e embarcar em novas emoções. No caminho ele fica dividido entre sua amiga Lúcia e a viajante Tatiana.

## Elenco[4]
- Reginaldo Faria - Juca
- Adriana Prieto - Lúcia
- Jece Valadão - Anjo
- Vera Gimenez - Tatiana
- Myriam Pérsia - Maria Helena
- Rubens de Falco - Maurício França
- Isabel Ribeiro - Isabel
- Sebastião Vasconcelos - Quincas
- Darcy de Souza - Andressa
- Otávio Augusto - Tony
- Diana Morel - Mirtes
- Zanoni Ferrite - Jacinto
- Camila Amado - Eliana
- Paulo César Pereio - Mágico
- Suzy Arruda - Vera França
- André José Adler - Armando
- Cleyde Blota - Becky

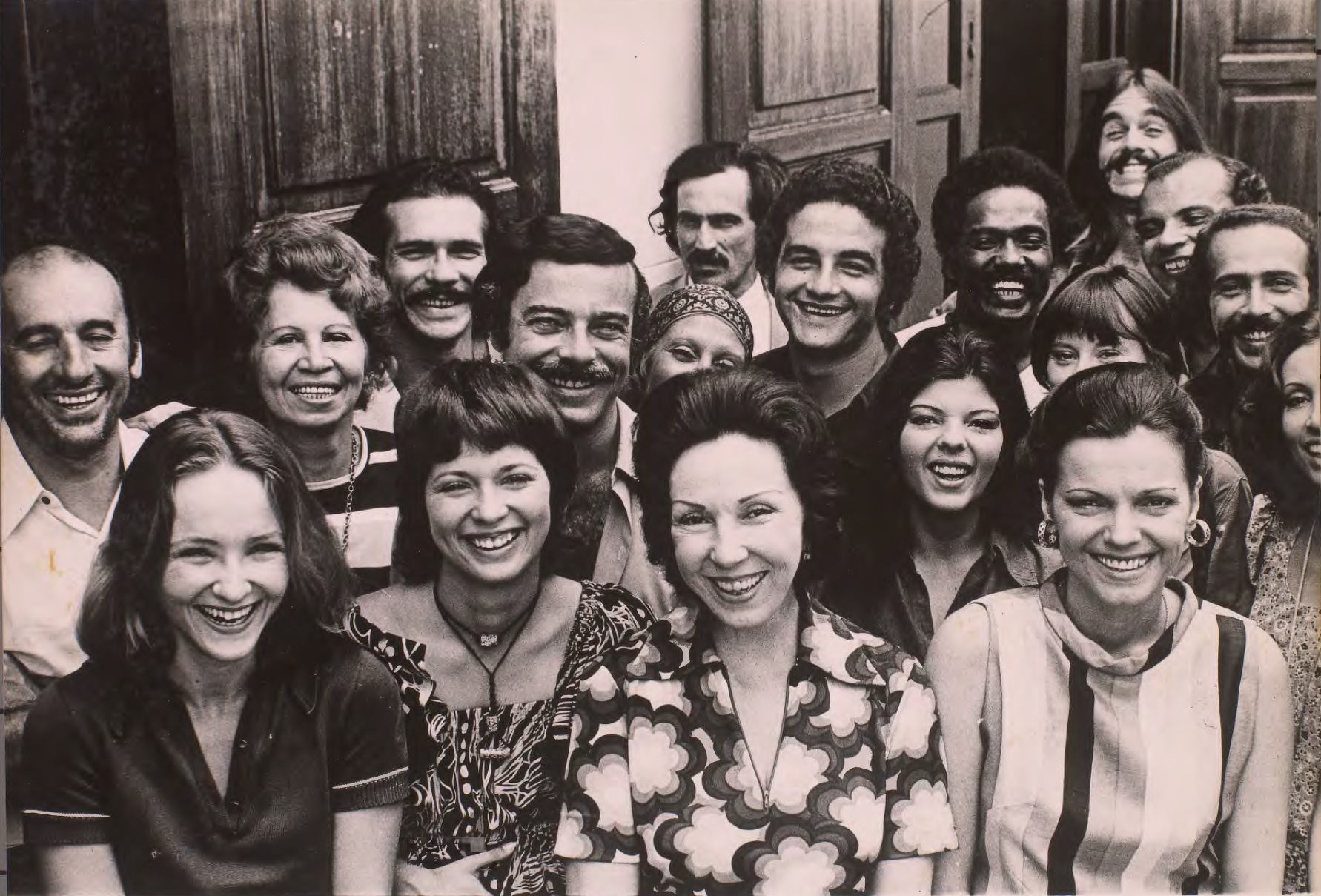
Elenco da telenovela, 1972.
Arquivo Nacional.

- Haroldo de Oliveira - Sandoval (Sandô)
- Neila Tavares - Bailarina
- Irene Stefânia - Ana (Aninha)
- Danton Jardim - Walter
- Dilma Lóes - Mira
- Isabel Teresa
- Tatiana Leal - Carolina
- B. de Paiv
- Altamir Ferreira
- Sandoval Mota
- Beki Klabin
- Mário Gomes
- Paulo Aragão Neto - Toinho

## Trilha sonora
A trilha sonora da telenovela Tempo de Viver, foi lançado pela gravadora Phonogram/Intersong em julho de 1972 (antecipando a estreia da novela em 7 de agosto), com direção de produção Roberto Menescal.
O álbum contendo as canções interpretados pelos artistas da MPB como Gilberto Gil, Roberto Menescal, o violonista Baden Powell, Claudete Soares, Dorinha e Paulinho, o trio musical Umas e Outras, Eklipse Soul, Elis Regina, Lena, Gal Costa, Ivan Lins e o grupo MPB4, além do instrumentista Edu Lobo (responsável pelo tema instrumental de abertura da telenovela).
As músicas presentes no LP embalaram as cenas da novela, evoca temas como a busca por um novo sentido na vida e a reflexão sobre as escolhas pessoais, a complexidade das relações amorosas e a dualidade entre o passado e o presente, a angústia da rotina e o anseio por liberdade, além de capturar o espírito de transição e os anseios de uma geração em meio às transformações sociais e culturais do Brasil.

#### Lista de faixas
| Lado A |                                                   |                                     |                    |         |  |
| N.º    | Título                                            | Compositor(es)                      | Artista(s)         | Duração |  |
| 1.     | "Tempo de Viver" (Instrumental, tema de abertura) | Edu Lobo                            | Edu Lobo           | 2:18    |  |
| 2.     | "Você, Amiga"                                     | Ivan Lins Ronaldo Monteiro de Souza | Ivan Lins          | 4:05    |  |
| 3.     | "Vida de Bailarina"                               | Américo Seixas Dorival Silva        | Elis Regina        | 2:25    |  |
| 4.     | "É Natural"                                       | Antônio Adolfo Paulinho Tapajós     | Paulinho e Dorinha | 2:43    |  |
| 5.     | "Psicose"                                         | Toninho                             | Eklipse Soul       | 2:12    |  |
| 6.     | "Pérola Negra"                                    | Luiz Melodia                        | Gal Costa          | 3:30    |  |

| Lado B |                                     |                                       |                  |         |  |
| N.º    | Título                              | Compositor(es)                        | Artista(s)       | Duração |  |
| 7.     | "Tango de Mauricio"                 | Marcos Valle Paulo Sergio Valle [ 7 ] | Umas e Outras    | 2:15    |  |
| 8.     | "Expresso 2222"                     | Gilberto Gil                          | Gilberto Gil     | 2:38    |  |
| 9.     | "A Velha Casa" (Instrumental)       | Roberto Menescal Paulinho Tapajós     | Roberto Menescal | 3:10    |  |
| 10.    | "Revendo Amigos (Volto Pra Curtir)" | Macalé Waly                           | Lena             | 1:48    |  |
| 11.    | "Badalação (Bahia, Vol. 2)"         | Nonato Buzar Tom & Dito               | MPB4             | 2:01    |  |
| 12.    | "Um Dia no Circo"                   | Roberto Menescal Paulinho Tapajós     | Claudette Soares | 2:19    |  |
| 13.    | "Prá Valer" (Instrumental)          | Baden Powell Paulo Cesar Pinheiro     | Baden Powell     | 2:52    |  |